# Carlisle Kestrels
I Carlisle Kestrels sono stati una squadra di football americano di Carlisle, in Gran Bretagna. Fondati nel 1987, nel 1990 si sono fusi con i Furness Phantoms per formare i Cumbrian Cougars; hanno riaperto nel 2013 come Carlisle Sentinels, per riprendere il nome Kestrels nel 2019.
Hanno chiuso nel 2022.

## Dettaglio stagioni

### Tornei nazionali

#### Campionato

##### BGFL Premiership
| Stagione | regular season | regular season | regular season | regular season | regular season | regular season | playoff | playoff | playoff | playoff | playoff | playoff          | playoff         |
|          | Vin            | Par            | Per            | Tot            | PF             | PS             | Vin     | Per     | Tot     | PF      | PS      | risultato        | avversaria      |
| -------- | -------------- | -------------- | -------------- | -------------- | -------------- | -------------- | ------- | ------- | ------- | ------- | ------- | ---------------- | --------------- |
| 1988     | 9              | 0              | 1              | 10             | 244            | 89             | 0       | 1       | 1       | 7       | 22      | Ottavi di finale | Harrogate Hawks |
| Totale   | 9              | 0              | 1              | 10             | 244            | 89             | 0       | 1       | 1       | 7       | 22      |                  |                 |

Fonti: Enciclopedia del Football - A cura di Massimo Mezzetti

##### BAFA NL Division Two
| Stagione | regular season | regular season | regular season | regular season | regular season | regular season | playoff | playoff | playoff | playoff | playoff | playoff   | playoff    |
|          | Vin            | Par            | Per            | Tot            | PF             | PS             | Vin     | Per     | Tot     | PF      | PS      | risultato | avversaria |
| -------- | -------------- | -------------- | -------------- | -------------- | -------------- | -------------- | ------- | ------- | ------- | ------- | ------- | --------- | ---------- |
| 2015     | 3              | 0              | 7              | 10             | 88             | 289            | -       | -       | -       | -       | -       | -         | -          |
| 2016     | 0              | 0              | 8              | 8              | 6              | 273            | -       | -       | -       | -       | -       | -         | -          |
| 2017     | 3              | 0              | 6              | 9              | 91             | 238            | -       | -       | -       | -       | -       | -         | -          |
| 2018     | 0              | 0              | 8              | 8              | 18             | 310            | -       | -       | -       | -       | -       | -         | -          |
| Totale   | 6              | 0              | 29             | 35             | 203            | 1110           | -       | -       | -       | -       | -       |           |            |

Fonti: Enciclopedia del Football - A cura di Massimo Mezzetti

### Riepilogo fasi finali disputate
| Anno           | Luogo | Evento           | Fase del torneo  | Incontro                            | Risultato |
| 14 agosto 1988 |       | BGFL Premiership | Ottavi di finale | Harrogate Hawks - Carlisle Kestrels | 22 - 7    |